# Дотсон, Хассани
Хасса́ни До́тсон Сти́венсон (англ. Hassani Dotson Stephenson; 6 августа 1997, Федерал-Уэй, Вашингтон, США) — американский футболист, игрок клуба «Миннесота Юнайтед». Может выступать на позициях центрального полузащитника и крайнего защитника.

## Карьера

### Молодёжная карьера
Во время обучения в Университете штата Орегон в 2015—2018 годах Дотсон играл за университетскую футбольную команду в Национальной ассоциации студенческого спорта.
Также выступал в Премьер-лиге развития: в 2016 году за клуб «Вашингтон Кроссфайр», в 2017 году за клуб «Лейн Юнайтед».

### Клубная карьера
11 января 2019 года на Супердрафта MLS 2019 Дотсон был выбран во втором раунде под общим 31-м номером клубом «Миннесота Юнайтед». Контракт с ним клуб подписал 16 февраля. Его профессиональный дебют состоялся 2 марта в матче первого тура сезона против «Ванкувер Уайткэпс», в котором он вышел на замену в компенсированное время второго тайма вместо Дарвина Кинтеро. 2 июня в матче против «Филадельфии Юнион» забил свой первый гол в профессиональной карьере. По итогам сезона 2019 Дотсон номинировался на звание новичка года в MLS.

### Международная карьера
30 августа 2019 года Дотсон был вызван в тренировочный лагерь сборной США до 23 лет, проходивший 1—10 сентября и включавший товарищеский матч со сборной Японии 9 сентября, в котором он сыграл один тайм. Был включён в состав сборной на квалификационный турнир Олимпийских игр 2020, который позднее был перенесён из-за пандемии коронавируса.

## Статистика

### Клубная статистика
| Выступление       | Выступление      | Выступление      | Лига | Лига | Плей-офф | Плей-офф | Кубок | Кубок | ЛЧ КОНКАКАФ | ЛЧ КОНКАКАФ | Итого | Итого |
| Клуб              | Лига             | Сезон            | Игры | Голы | Игры     | Голы     | Игры  | Голы  | Игры        | Голы        | Игры  | Голы  |
| ----------------- | ---------------- | ---------------- | ---- | ---- | -------- | -------- | ----- | ----- | ----------- | ----------- | ----- | ----- |
| Миннесота Юнайтед | MLS              | 2019             | 24   | 4    | 0        | 0        | 5     | 0     | —           | —           | 29    | 4     |
| Миннесота Юнайтед | MLS              | 2020             | 2    | 0    | 0        | 0        | 0     | 0     | —           | —           | 2     | 0     |
| Миннесота Юнайтед | Итого            | Итого            | 26   | 4    | 0        | 0        | 5     | 0     | —           | —           | 31    | 4     |
| Всего за карьеру  | Всего за карьеру | Всего за карьеру | 26   | 4    | 0        | 0        | 5     | 0     | —           | —           | 31    | 4     |